# DeltaHawk Engines Inc
DeltaHawk Engines, Inc. ist ein US-amerikanisches Unternehmen, das 1996 mit der Zielsetzung gegründet wurde, eine Familie von Dieseltriebwerken für den Luftfahrtbereich zu entwickeln. Dabei war es der Anspruch, ein vollständig neues Triebwerk zu entwickeln, um dieses auf die Belange der Allgemeinen Luftfahrt abzustimmen, da die Adaption von Dieseltriebwerken aus dem Automobilbereich, wie z. B. bei Thielert Centurion, häufig zu unerwarteten Problemen führte.
Um die Notwendigkeit eines Untersetzungsgetriebes zu umgehen bzw. bereits bewährte Propeller nutzen zu können, sind alle DeltaHawk-Triebwerke so konzipiert, dass die Maximalleistung bereits bei einer Drehzahl von 2700/min abgegeben wird, also einer vergleichbaren Drehzahl wie bei den in dieser Leistungsklasse typischen Lycoming- oder Continental-Triebwerken. Im Hinblick auf den geplanten Einsatz in Luftfahrzeugen weisen alle Triebwerksvarianten folgende Eigenschaften auf:
- Flüssigkeitskühlung zur besseren Wärmeabfuhr und Geräuschdämmung, ein Notbetrieb ist aber auch nach vollständigem Kühlmittelverlust möglich
- je eine mechanische Einspritzpumpe pro Zylinder
- Einhebelbedienung des Triebwerks reduziert Komplexität gegenüber herkömmlichen Luftfahrttriebwerken

Aktuell bietet DeltaHawk einen 4-Zylinder-V-Motor in den drei Leistungsstufen 118 kW, 132 kW, und 148 kW an. Davon abgeleitete V6 bzw. V8 Triebwerke mit bis zu 330 kW sind in Planung. Da bisher keines dieser Triebwerke zertifiziert wurde, finden sich DeltaHawk-Motoren vor allem in Experimental-Flugzeugen, für die bei Selbstbauern sehr beliebten Muster von Van’s Aircraft werden sogenannte Firewall Forward Kits angeboten. Für die 132 kW-Variante ist ein Zertifizierungsverfahren nach FAA Part 33 aufgenommen worden. Mit der Zertifizierung wird Mitte 2015 gerechnet.
Seit 2014 wird die 132 kW-Variante in einer Cirrus SR20 getestet, ein „Supplemental Type Certificate“ das den Einbau des Motors in Maschinen dieses Typs ermöglichen wird, soll ebenfalls 2015 erreicht werden.